# Штрик-Штрикфельдт, Вильфрид Карлович
Вильфрид Карлович Штрик-Штрикфельдт (10 (22) июля 1896, Рига — 7 сентября 1977, Оберштауфен) — балтийский немец, офицер Русской императорской армии, белой Северо-Западной армии и вермахта, покровитель и соратник известного коллаборациониста, руководителя Русской освободительной армии, Андрея Власова.

## Биография
Родился в 1896 году в Риге в семье мещан. Учился в Реформатской гимназии в Петербурге и окончил её в 1915 году. В том же году вступил добровольцем в Русскую императорскую армию, дослужился до поручика, воевал до конца Первой мировой войны. В 1918—1920 годах участвовал в Гражданской войне на стороне белых в Прибалтике и под Петроградом в составе Северо-Западной армии.
Затем в течение четырёх лет работал по мандату Международного Красного Креста и Нансеновской службы по оказанию помощи голодающим в России.
В 1924—1939 годах жил в Риге, где работал представителем германских и английских предприятий. В конце 1939 года был вместе с другими балтийскими немцами «репатриирован» в Познань.
В 1941—1945 годах был переводчиком и офицером германской армии. Ближайший соратник и друг генерала Андрея Власова.
Немецкий начальник Дабендорфской школы РОА.
Автор воспоминаний «Против Сталина и Гитлера», изданных в 1970 году в ФРГ и США.
Скончался 7 сентября 1977 года в Оберштауфене.